# X-Men: Apokalypsa
X-Men: Apokalypsa (v anglickém originále X-Men: Apocalypse) je americký superhrdinský film z roku 2016 inspirovaný komiksem X-Men. Režie se ujal Bryan Singer, který natočil už předchozí film z této série X-Men: Budoucí minulost (2014) a také její první dva snímky X-Men (2000) a X-Men 2 (2003). Scénář napsal Simon Kinberg, scenárista Budoucí minulosti, jenž se podílel už i na Posledním vzdoru (2006). Na námětu spolupracoval s režisérem a také s dvojicí Michael Dougherty a Dan Harris, která dříve pro Singera napsala scénář k filmu Superman se vrací (2006). Premiéra filmu v České republice se uskutečnila 19. května 2016.

## Postavy a obsazení
| James McAvoy         | Charles Xavier                 |
| Michael Fassbender   | Erik Lensherr / Magneto        |
| Jennifer Lawrenceová | Raven / Mystique               |
| Oscar Isaac          | En Sabah Nur / Apocalypse      |
| Nicholas Hoult       | Hank McCoy / Beast             |
| Rose Byrne           | Moira MacTaggert               |
| Tye Sheridan         | Scott Summers / Cyclops        |
| Sophie Turner        | Jean Grey                      |
| Olivia Munnová       | Psylocke                       |
| Lucas Till           | Alex Summers / Havok           |
| Alexandra Shipp      | Ororo Munroe / Storm (Bouře)   |
| Ben Hardy            | Warren Worthington III / Angel |
| Evan Peters          | Peter / Quicksilver            |
| Lana Condor          | Jubilation Lee / Jubilee       |
| Kodi Smit-McPhee     | Kurt Wagner / Nightcrawler     |

## Děj
Charles Xavier (James McAvoy) spolu s Mystique (Jennifer Lawrenceová) a dalšími mutanty čelí novému hlavnímu padouchovi, kterým je údajně první mutant, Apocalypse. Ten na svou stranu získá čtveřici následovníků – „jezdců apokalypsy“: Storm (Alexandra Shipp), Angel (Ben Hardy), Psylocke (Olivia Munn) a Magneto (Michael Fassbender).

## Přijetí

### Tržby
Film vydělal přes 155 milionů dolarů v Severní Americe a přes 388 milionů dolarů v ostatních oblastech, celkově tak vydělal přes 543 milionů dolarů po celém světě. Rozpočet filmu činil 178 milionů dolarů. Film je aktuálně sedmým nejvýdělečnějším snímkem X-Men série. Za první den vydělal 26, 4 milionů dolarů a za první víkend získal 65,8 milionů dolarů.
Za druhý víkend docílil druhé nejvyšší návštěvnosti, kdy vydělal 22,3 milionů dolarů. Na první místě se umístil film Želvy Ninja 2 (35,3 milionů dolarů).

### Ocenění a nominace
| Rok  | Ocenění                         | Kategorie                                | Nominovaný | Výsledek  |
| ---- | ------------------------------- | ---------------------------------------- | --- | --------- |
| 2016 | AACTA Awards                    | nejlepší vizuální efekty                 | John Dykstra, Matt Sloan, Blondel Aidoo, Stephen Hamilton, Tim Crosbie a Dennis Jones                                                                                       | nominace  |
| 2016 | Hollywood Music in Media Awards | nejlepší skladatel (sci-fi/fantasy film) | John Ottman | nominace  |
| 2016 | Teen Choice Awards              | nejlepší letní film                      | | nominace  |
| 2016 | Teen Choice Awards              | nejlepší nakopávač zadků                 | Hugh Jackman | nominace  |
| 2016 | Teen Choice Awards              | zloděj scén                              | Evan Peters | nominace  |
| 2016 | Teen Choice Awards              | objev roku                               | Alexandra Shipp | nominace  |
| 2017 | Golden Tomato Awards            | nejlepší film (podle komiksu)            | | 4. místo  |
| 2017 | People's Choice Awards          | nejoblíbenější filmová herečka           | Jennifer Lawrenceová | vítězství |
| 2017 | People's Choice Awards          | nejoblíbenější herečka (akční film)      | Jennifer Lawrenceová | nominace  |
| 2017 | People's Choice Awards          | nejoblíbenější akční film                | | nominace  |
| 2017 | Cena Saturn                     | nejlepší film (podle komiksu)            | | nominace  |
| 2017 | Cena Saturn                     | nejlepší režie                           | Bryan Singer | nominace  |
| 2017 | Cena Saturn                     | nejlepší masky                           | Charles Carter, Rita Ciccozzi a Rosalina Da Silva | nominace  |
| 2017 | Visual Effects Society Awards   | nejlepší vizuální efekty                 | Quicksilverova Záchrana – Jess Burnheim, Alana Newell, Andy Peel a Matthew Shaw                                                                                             | nominace  |
| 2017 | Nickelodeon Kids' Choice Awards | nejoblíbenější parta                     | James McAvoy, Alexandra Shipp, Sophie Turner, Jennifer Lawrenceová, Michael Fassbender, Nicholas Hoult, Evan Peters, Tye Sheridan, Ben Hardy, Kodi Smit-McPhee, Olivia Munn | nominace  |